# 第七军团枪械库
第七军团军械库（英語：Seventh Regiment Armory），亦称做公园大道军械库,坐落于美国纽约曼哈顿公园大道643号，是一栋占据了纽约上城一整个街区的砖石历史建筑。该建筑是由设计师查尔斯 克林顿设计在1880年以哥特复兴式风格建造的，并且是美国唯一一个私人出资修建的军械库.一开始是作为纽约第七民兵军团的总部和行政中心，由于吸纳了大量社会上层人物，被大众戏称为丝袜兵团。该建筑以每个房间的精细内饰，并以大量木雕、大理石和彩色玻璃闻名。
该建筑正对公园大道，介于66街和67街之间, 以大型拱顶提供宽敞透明大厅。

## 外部連結
- Tourist Profile （页面存档备份，存于） cityguide.aol.com
- Seventh Regiment Armory, 643 Park Avenue （页面存档备份，存于） Images and data pages - Historic American Building Survey (HABS)
- Photos & Short History （页面存档备份，存于）